# Feu havane

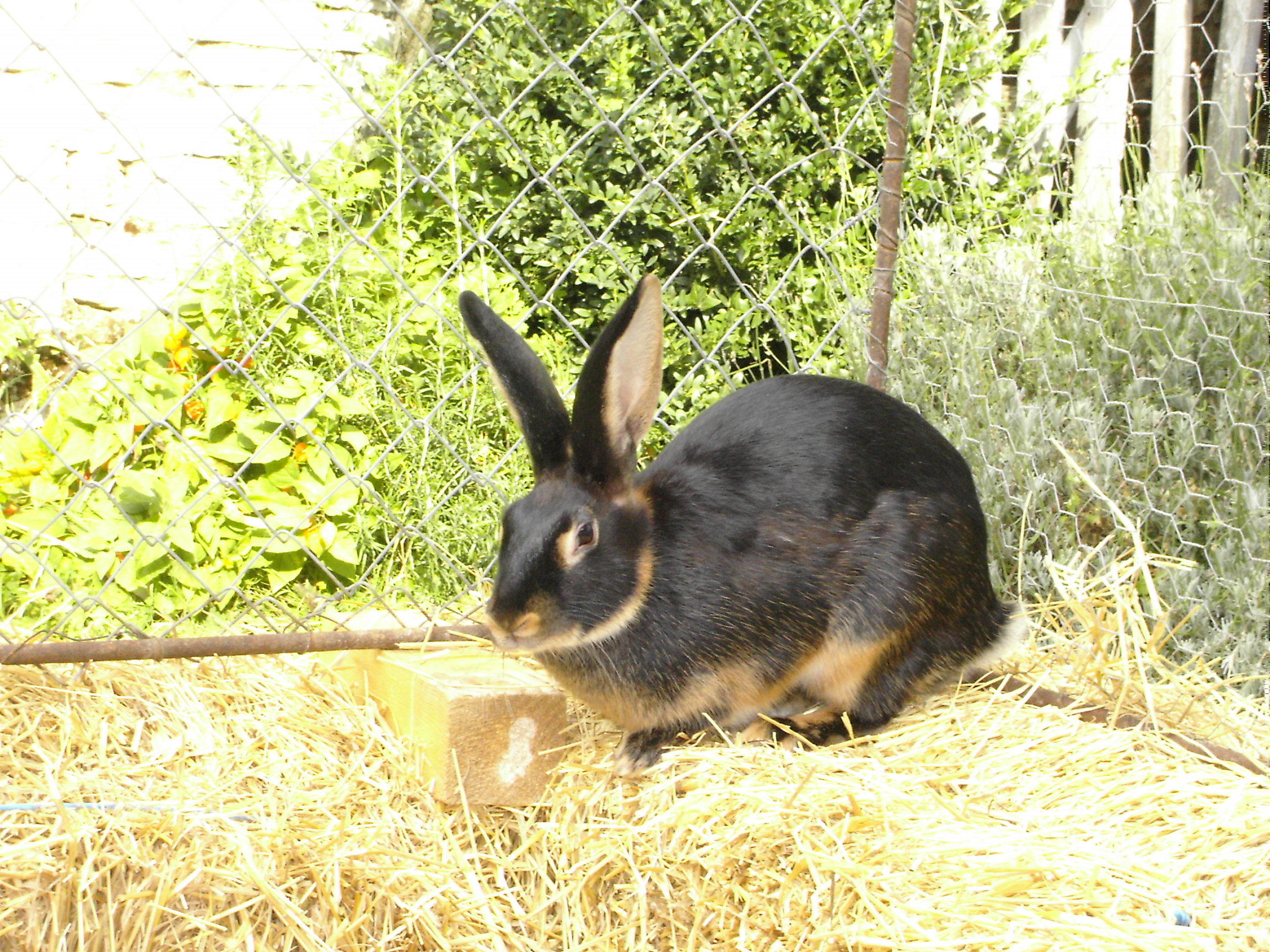
Lapin chèvre dont le pelage ressemble à celui d’un lapin feu havane

Le feu havane est une race de lapin. 
Son nom vient de la couleur de son pelage qui se rapproche de la celle du feu.